# 秋山依里
秋山 依里（あきやま えり、1989年12月26日 - ）は、日本のモデル、女優、歌手、コスプレイヤー。旧芸名は秋山 奈々（あきやま なな）。
東京都出身。所属レコード会社はビクターエンタテインメント。

## 来歴
- 1998年 - モデル活動を始める。
- 2000年 - 『キッズデビュー』（勁文社）のレギュラーモデルとしてデビュー。
- 2003年 - 『ピチレモン』（学研）のレギュラーモデル「ピチモ」に。その他雑誌グラビアでも活躍。
- 2005年 - 『仮面ライダー響鬼』で、女優としてデビュー。
- 2006年 - 「ピチモ」卒業。「わかってくれるともだちはひとりだっていい/夜明け前」でCDデビュー。
- 2007年 - ラジオ番組『秋山奈々のCafe de nana』がスタート。
- 2008年 - アニメ『屍姫』で声優デビュー。
- 2009年 - 日本郵便 郵便年賀.jp ナビゲーター。
- 2010年 - 7月に3歳年上の男性と結婚[2]。8月31日をもって、7年間在籍したABP inc.を離籍しフリーとなる。
- 2011年 - 4月に第一子となる女児を出産[2]。
- 2012年 - 10月より株式会社バグジーヒーローズクラブに所属、芸名を秋山依里に改名[2]。
- 2013年 - 第二子となる女児を出産したことを5月に報告[3]。
- 2023年 - 10月16日発売の『週刊プレイボーイ44号』（集英社）のグラビアに16年ぶりの登場[4][5]。同日に自身初のデジタル写真集『それから』も発売する[6]。

## プロフィール
- 特技：書道、クラリネット、ダンス
- 趣味：ショッピング、音楽鑑賞、ファッション・コーディネート
- 好きな食べ物：オムライス、甘い物、辛い物
- 性格：本人曰く、「前向きなネクラ」
- その他
  - 家族構成は本人、母、祖母、モモ（ネコ）。
  - 気管支喘息を持つ。
  - 少食らしく、「料理は食べることよりも作ることが好き」とのこと。
  - 甘い物も辛い物も好きで、辛くないと感じるとあえて自分で辛くする。母親譲りの超辛党だという。
  - スタイリストとして、自身をセルフ・コーディネートしている。

## エピソード
- ヒロインの持田ひとみ役で『仮面ライダー響鬼』のオーディションを受けるも、イメージに合わなかったために合格には至らなかったが、代わりにその落ち着いた雰囲気に合わせて「天美あきら」というキャラクターが新たに作られた[7]。
- 『佐藤四姉妹』を観たディレクターの提案により、スカウトのような形で2006年、ビクターエンタテインメントよりCDデビュー。スタッフとの顔合わせを兼ねたミーティングの際、カラオケで披露した曲は「タッチ」。
- 視力は0.1で、長いことダテ眼鏡しか持っておらず、近視用眼鏡は2007年3月に購入したことをブログに書いた。
- 歌手デビュー後、ライブイベント『Cafe de nana』を定期的に開催。2007年7月には、歌手デビュー1周年を記念して、生バンドを従えたシークレットライブを開催。
- 洋服・衣装が好きで、ミニライブやイベント、ジャケットやポスター撮影のコーディネートは自分で行っている。なかなか決まらないこともあり、徹夜で悩み、結局7時間かけて決定したこともあるという。
- 2008年4月1日以前のブログでは、自分の服装の画像をよく掲載していた（パンプス、ストッキングなど）。ただしその後も（掲載頻度こそ下がったものの）ブログに自分の服装の画像を掲載する事がある。
- アニメや漫画、ゲームなどが好きで、Twitterや自身が主催するイベント、コミックマーケットなどでコスプレを披露している。好きな作品・キャラクターとして、『アイドルマスター シンデレラガールズ』佐久間まゆ、『ラブライブ!』東條希を挙げている。『ラブライブ!』は、かつて『Departed to the future』で共演した久保ユリカが出演しており、彼女から勧められたという。

## 出演

### テレビドラマ
- 仮面ライダーシリーズ
  - 仮面ライダー響鬼（2005年1月30日 - 2006年1月22日、テレビ朝日） - 天美あきら[8] 役
  - 仮面ライダーディケイド 第18 - 19話（2009年5月24日 - 31日、テレビ朝日） - アキラ 役
- 佐藤四姉妹[9]（2005年5月8日 - 29日、BS-i） - 佐藤奈々（四女） 役[10][11]
- 恋する日曜日 セカンドシリーズ 「アニー」（2005年6月19日、BS-i） - 主演・常盤ハル 役
- ショートフィルム道 東京少女 「回転少女」（2006年8月13日、BS-i） - 主演・井ノ原凛子 役
- しにがみのバラッド。 第7 - 8話（2007年2月19日 - 26日、テレビ東京） - 藤浦トマト 役
- 恋する日曜日 第3シリーズ 「きのこの恋」（2007年6月16日、BS-i） - 主演・山中きのこ 役
- 探偵学園Q 第8話（2007年8月21日、日本テレビ） - ほのか 役
- コスプレ幽霊 紅蓮女（2008年1月11日- 3月28日、テレビ東京） - 本間響子 役
- 音女（OTOME） 「巣立つオトメ」（2008年6月10日、テレビ朝日） - 近田佳乃 役
- ケータイ捜査官7 第17・33話（2008年8月6日・12月17日、テレビ東京） - 五十嵐陽子 役
- キャットストリート 第5話（2008年9月26日、NHK） - 恵美 役
- 俺たちは天使だ! NO ANGEL NO LUCK（2009年7月1日 - 9月30日、テレビ東京） - ヒロイン・COCO / 藤波心 役
  - 俺たちは天使だ! NO ANGEL NO LUCK -3D-（2009年10月7日 - 12月23日、テレビ東京） - COCO / 藤波心 役
- 科捜研の女 第10シリーズ 第3話（2010年7月29日、テレビ朝日） - 鈴木若菜（岸田優子） 役
- まっつぐ〜鎌倉河岸捕物控〜 第11 - 最終話（2010年7月31日 - 8月14日、NHK） - お夏世 役
- 横浜見聞伝スター☆ジャン（2013年10月12日 - 12月28日、tvk） - 星乃雫（シズク） 役

### 映画
- 劇場版 仮面ライダー響鬼と7人の戦鬼（2005年9月3日、東映） - 鈴 役[12]
- BS-i CREATORS BOX 「アニー」[13]（2005年12月3日[14]、スローラーナー） - 主演・常磐ハル 役
- 学校の階段（2007年4月28日、アンプラグド） - 井筒奈美 役
- ガチバン（2008年7月19日、楽映舎） - 北白川アヤ 役
- フレフレ少女（2008年10月11日、松竹） - 奈津子 役
- THE CODE/暗号（2009年5月9日、日活） - 爆弾を括りつけられた市民 役
- マリア様がみてる（2010年11月6日、ジョリー・ロジャー） - 鳥居江利子 役
- デスフォレスト 恐怖の森5（2016年9月3日、NSW、福田陽平・田中佑和監督）

### その他のテレビ番組
- グラビアの美少女 #305（2004年、MONDO21）
- ANIMAX 劇場版NARUTO（2005年、ANIMAX） - ナビゲーター
- とっておきAニュース（2008年5月8日 - 2009年3月26日、ANIMAX） - メインキャスター
- クリップ!クラップ!!（2008年5月19日 - 5月23日、テレビ東京）

### ラジオ
- 秋山奈々のまるごとステーション（2006年7月、文化放送 & 携帯サイト） - DJ（コーナー5分間）、土曜深夜・全5回
- Café de CAMUS（2006年10月 - 2007年3月、TBSラジオ） - アシスタント、毎週土曜夜
- 「秋山奈々のCafe de nana」(2007年7月 - 2009年3月、STAR digio）- 毎週火曜深夜
  - 番組名は、自身のライブイベント「Café de nana」の名称からで、この名称は上記の『Café de CAMUS』に由来する。
- 屍姫ラヂヲ こちら大麟館放送局（2008年11月14日 - 2009年7月10日、アニメイトTV）
- 井上喜久子 魅惑のおしゃべりメロン（2009年2月6日金曜日・第48回、翌週13日・第49回、キャララジオ）- ゲスト

### オリジナルDVD
- DEATH FILE（2006年） - 木内葉子 役
- DEATH FILE2（2007年） - 木内葉子 役
- コスプレ幽霊 紅蓮女 DVD-BOX（2008年5月21日発売、バップ） - 本間響子 役
- ガチバンii 最凶決戦（2008年12月発売予定） - 北白川アヤ 役
- Departed to the future（2009年3月25日発売） - KOTOKO 役

### テレビアニメ
- 屍姫 赫（2008年） - 星村眞姫那 役
  - 屍姫 玄（2009年）
- VIPER'S CREED（2009年） - アゲハ 役

### ワンセグ
- 風歩（2009年2月9日 - 15日、NHKワンセグドラマ） - 主演 風歩 役

### 舞台
- となりの守護神（ガーディアン）（2008年2月1日 - 7日、新宿シアターサンモール） - 松木稔 役
- 鴨川ホルモー（2009年5月15日 - 6月7日、吉祥寺シアター/6月下旬、京都/名古屋/大阪） - ヒロイン・楠木ふみ 役
- 俺たちは天使だ! NO ANGEL NO LUCK〜地球滅亡30分前!（2009年8月26日 - 9月6日、サンシャイン劇場） - ヒロイン・COCO / 藤波心 役
- 二人芝居朗読劇『BLOG』（2010年1月9日、萬劇場）

### CM
- 日産自動車「NISSAN 70th 新聞広告」（2003年8月 - 12月）
- 住友林業「理想篇」「点検・見学篇」（2003年10月 - 2004年9月）
- ネスレ日本「キットカット・駅編」（2004年10月 - 12月）
- 花王 エコナ 「生活習慣とエコナ編」「野菜を食べよう編」「健診へいこう編」（2007年4月 - ）

### 雑誌
- UP to boy（ワニブックス）-　連載コーナーを持つ
- ピチレモン（2003年11月号 - 2006年7月号、学習研究社） - 専属モデル
- BOMB（学習研究社、2008年1月号にて巻頭特集）

## 作品

### シングル
|     | リリース       | タイトル                                          | 規格   | 販売生産番号                              | 仕様                    |
| 1st | 2006年7月26日  | わかってくれるともだちはひとりだっていい/夜明け前 | 12cmCD | VICL-36088                                | CD EXTRA                |
| 2nd | 2006年11月22日 | オレンジ色                                        | 12cmCD | VICL-36193（初回盤） VICL-36194（通常盤） | CD EXTRA （初回盤のみ） |
| 3rd | 2007年2月14日  | さよならとはじまり                                | 12cmCD | VICL-36206（初回盤） VICL-36207（通常盤） | CD EXTRA                |
| 4th | 2007年9月19日  | 同じ星                                            | 12cmCD | VICL-36339                                |                         |
| 5th | 2008年10月1日  | 空を泳ぐさかな                                    | 12cmCD | VICL-36463                                | -                       |

### アルバム
|      | リリース      | タイトル               | 規格   | 販売生産番号                              | 仕様     |
| 1st  | 2007年4月18日 | 光と影のパレット       | 12cmCD | VICL-62367（初回盤） VICL-62368（通常盤） | CD EXTRA |
| Best | 2010年12月1日 | ティーンエイジ・ベスト | 12cmCD | VICL-63682                                |          |

### 写真集
|     | タイトル            | 撮影者   | リリース       | 出版元                 | ISBN                   |
| 1st | pupil（ピューピル） | 西田幸樹 | 2006年2月25日  | ワニブックス           | ISBN 4-8470-2918-6     |
| 2nd | Daydream            | 栗山秀作 | 2006年12月26日 | ワニブックス           | ISBN 4-8470-2982-8     |
| 3rd | Light Bright        | 熊谷貫   | 2007年12月20日 | 学研                   | ISBN 4054036201        |
| 4th | COLOURS             | 樂滿直城 | 2008年10月7日  | スクウェア・エニックス | ISBN 978-4-7575-2396-8 |
| 5th | dear                | 栗山秀作 | 2009年12月26日 | ワニブックス           | ISBN 978-4847042331    |

### DVD
|     | タイトル                 | リリース       | 販売元                       | 販売生産番号 | 内容                    |
| 1st | pupil                    | 2006年5月27日  | ワニブックス                 | WBDV-0010    | イメージ                |
| 2nd | Trip to…                 | 2007年3月14日  | ワニブックス                 | WBDV-0018    | イメージ                |
| 3rd | Light Bright             | 2007年12月19日 | SMD                          | SSBX-2237    | イメージ                |
| 4th | Sept Couleur             | 2008年12月5日  | ジェネオンエンタテインメント | ENBW-6056    | イメージ                |
| 5th | innocent                 | 2009年4月22日  | イーネット・フロンティア     | ENFD-5128    | イメージ                |
| 6th | freezia                  | 2009年7月19日  | トリコ                       | TRID-101     | イメージ                |
| 7th | WINK                     | 2010年2月14日  | ワニブックス                 | WBDV-0051    | イメージ                |
| 1st | StilL ProgresS DVD vol.1 | 2006年7月26日  | ビクターエンタテインメント   | VIBL-324     | ドキュメンタリー        |
| 2nd | StilL ProgresS DVD vol.2 | 2007年3月21日  | ビクターエンタテインメント   | VIBL-378     | ドキュメンタリー        |
| 3rd | StilL ProgresS DVD vol.3 | 2007年10月24日 | ビクターエンタテインメント   | VIBL-398     | ドキュメンタリー ライブ |